# 레벨로

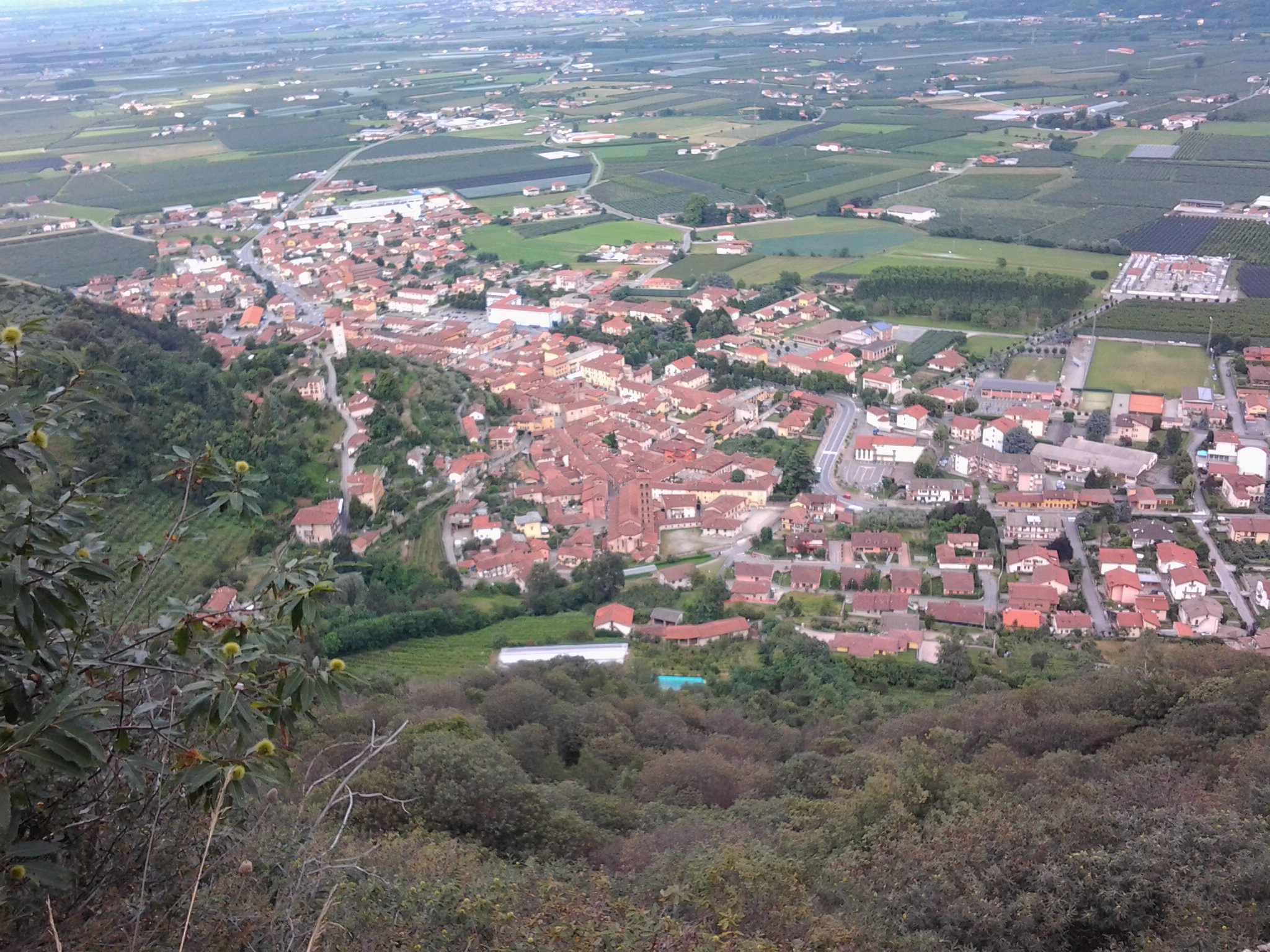

레벨로(Revello)는 이탈리아 피에몬테주 쿠네오도의 코무네이다. 토리노에서 남서쪽으로 약 50킬로미터 지점, 쿠네오에서 북서쪽으로 약 30킬로미터 지점에 위치해 있다.
면적은 53.5제곱 킬로미터, 고도는 351미터이며, 총 인구 수는 4,226명이다.

## 자매 도시
- 아르헨티나 Pozo del Molle